# Fermín Gil de Alipazaga
Fermín Gil de Alipazaga (Bilbao, 1726 - Madrid, 1796) fue un funcionario español, Corregidor de La Paz en dos ocasiones. Es conocido por los grandes enfrentamientos que llegó a tener con el comandante Sebastián de Segurola durante la rebelión indígena de Túpac Katari en 1781.

## Biografía
Tomás Fermín Gil de Alipazaga nació en Bilbao el 11 de octubre de 1726, bautizado el mismo día en la Iglesia de los Santos Juanes. Sus padres fueron José Manuel Gil de Guinea y María Antonia Josefa Alipazaga y Olarrota. Ambos padres pertenecían a familias hidalgas con buena posición en la corte española.
En 1751 llegó a Buenos Aires y posteriormente se trasladó a Potosí donde se casó el 15 de diciembre de 1753 con la sevillana Braulia Camberos de la Fuente, hija de Tomás Antonio de Camberos y Plaza y de Sancha Antonia de la Fuente y Mora. Su suegro fue director de la Casa de la Moneda de Potosí. Gil de Alipazaga ocupo el puesto de alcalde veedor del cerro de Potosí a partir del 7 de julio de 1761 y mantuvo el puesto por dos años, se conoce que tenía una buena posición por su amistad con María Josefa Jacinta Álvarez de Quirós, segunda marquesa de Santa María de Otavi, quien fue madrina del primer hijo del matrimonio.
En 1765 el presidente de la Real Audiencia de Charcas, Juan Francisco Pestaña Chamucero, lo nombró como capitán de milicias de la ciudad de La Plata. En 1769 pasó a la ciudad de La Paz con el mismo rango.
El 1774 Gil de Alipazaga fue nombrado corregidor del Corregimiento de La Paz de manera interina hasta la llegada del nuevo corregidor Antonio Nieto y Roa, conde de Alastaya. Ese mismo año Gil de Alipazaga partió de regreso a España para reclamar la parte de la herencia que le correspondía por la muerte de su padre. Durante su estadía en España aprovechó de solicitar su filiación a la Orden de Santiago y logró ser reconocido como Caballero de la Orden de Santiago en 1776, con esta distinción procuró un mejor cargo en el Virreinato del Perú y fue nombrado nuevamente Corregidor de La Paz, pero esta vez de forma titular el 13 de marzo de 1776.
El 15 de enero de 1779 Gil de Alipazaga tomó su cargo en reemplazo de Juan Bautista Carrillo de Albornoz, marqués de Feria. Había llegado a la ciudad en compañía de hermano Emeterio Gil de Alipazaga.
En la ciudad pronto tuvo que hacer frente a las protestas que existían por parte de comerciantes e indígenas que se vieron muy afectados por el establecimiento de la aduana y el incremento de los impuestos, además de la queja constante contra los administradores de Hacienda, en especial contra Bernardo Gallo. La situación llegó al límite el 12 de marzo de 1780, por la noche cientos de indígenas se situaron en el barrio de Santa Bárbara. Gil de Alipazaga trató de reunir tropas para escarmentarlos pero en la mañana del día siguiente no consiguió reunir suficientes hombres, los indígenas ingresaron hasta la plaza principal y el corregidor tuvo que refugiarse en la casa del Obispo Gregorio Francisco de Campos. Fue éste prelado religioso que se animó a salir a la plaza vestido con su mitra y su báculo pastoral, habló ante la multitud y se comprometió a interceder por ellos, logra una reunión entre el corregidor y el líder indígena Eugenio Quispe, se acordó la rebaja de impuestos y los indígenas dejaron la ciudad.
El 15 de marzo Gil de Alipazaga llamó a un cabildo abierto donde se trató el tema de impuestos, entre los principales oradores estuvo Antonio Pinedo y Montúfar, quien aconsejó rebajar el impuesto de Alcabala al 4% como se hacía hasta 1776 y suspender la aduana. El cabildo aprobó las propuestas y el corregidor informó al virrey Juan José de Vértiz y Salcedo acerca de las decisiones que se tomaron, pero el virrey no aceptó rebajar el impuesto. Ordenó al teniente coronel Ignacio Flores mover sus tropas a la región y acabar con los rebeldes, además envió a la ciudad a Fernando Márquez de la Plata como comisionado para el establecimiento de aduanas y el cobro del 6% del impuesto de Alcabala, éste llegó el 28 de julio y destituyó a los encargado de Hacienda, entre estos a Bernardo Gallo, mejoró el cobro de impuestos pero no vio prudente reestablecer la aduana.
Al estallar la rebelión indígena en la región, Márquez de la Plata solicitó que se envíe a la ciudad un militar con experiencia, pues dudaba mucho que Gil de Alipazaga se pueda hacer cargo de la situación.
En el campo se rebelaban cada vez más indígenas y se temía que éstos podían marchar contra la ciudad, en diciembre Gil de Alipazaga solicita a las Cajas Reales un préstamo de 20.000 pesos para hacer frente a la rebelión pero su solicitud es rechazada. Márquez de la Plata se había adelantado e informado a las Cajas Reales que existían fondos suficientes para preparar la defensa de la ciudad. Gil de Alipazaga llevó su solicitud ante el defensor de la Real Hacienda, José María Sanjurjo, quien tampoco accedió a la petición del corregidor. Finalmente Gil de Alipazaga  decidió sacar los 20.000 pesos de las Cajas Reales el 19 de diciembre sin la autorización correspondiente. El dinero fue utilizado para fabricar 24 pedreros, 1500 granadas, 5000 cartuchos y 1500 lanzas. También se envió a comprar a Oruro 30 quintales de cobre y en La Paz se reunieron 50 quintales de plomo y 30 quintales de pólvora. Además el 21 de diciembre el corregidor ordena sacar de las Cajas Reales otros 200 pesos para pagar a las tropas que ya se encontraban acuertaladas.
Mientras tanto la Real Audiencia de Charcas tomó en cuenta los informes de Márquez de la Plata y designó a Sebastián de Segurola como comandante de la ciudad de La Paz y le otorgaba la autoridad máxima, incluso sobre el corregidor. Segurola llegó a La Paz el 2 de enero e inmediatamente solicitó a Gil de Alipazaga que le informara con cuántos hombres se contaban para la defensa de la ciudad, el 4 de enero el corregidor entrega la información solicitada pero Segurola aseguró que jamás la recibió. Esto provocó los primeros roces entre ambas autoridades y el 5 de enero Gil de Alipazaga, por medio de un notario, entregara a Segurola una lista detallada de todo lo que existía en el arsenal de armas de la ciudad que estaba bajo el cuidado del capitán Vicente Peñaranda. Segurola había pedido el mismo detalle al capitán Peñaranda y resultó que ambas listas no tenían las mismas cantidades. Gil de Alipazaga, en un descuido, entregó un detalle del año 1774 y no correspondía al detalle actual.
El 22 de enero Gil de Alipazaga, por consejo de Segurola, prohibió que en las calles caminasen más de 3 personas juntas y ordenó un toque de queda desde las 11 de la noche, cualquier toque de trompeta, tambor o el estallido de una bengala sería castigado.
Los fondos que Gil de Alipazaga había sacado de las Cajas Reales estaban agotados y Segurola solicitó un nuevo préstamo por 60.000 pesos, tanto el Consejero de Hacienda como los oficiales de las Cajas Reales se niegan a tal petición y se organiza una reunión para tratar el tema. En esta reunión Segurola logró demostrar que los fondos eran necesarios para preparar a la ciudad para la guerra, Gil de Alipazaga intervino en favor de Segurola pero lo hizo tan torpemente que las demás autoridades decidieron que ante cualquier nueva solicitud de fondos el corregidor sería ignorado.
El 7 de febrero Seguro recibió los fondos que necesitaba y de inmediato organizó la construcción de una muralla que defendiese la ciudad, las obras estuvieron a cargo del coronel Manuel Tomás Franco. El corregidor protestó contra la construcción de esta muralla pues la veía innecesaria y demasiado costosa. 
La ciudad necesitaba también un cuartel de voluntarios, donde entrenar a todos los civiles que se presentasen. Segurola solicitó al obispo hacer uso del seminario, que antiguamente fue el colegio de los jesuitas, y entablar ahí un centro de entrenamiento; el obispo acepta solamente si el corregidor estaba de acuerdo. Segurola escribe a Gil de Alipazaga, pero éste responde con insultos al no haber sido consultado primero, Segurola le contesta indicando que él no puede usar ese tipo de insultos e indica "no es propio de mi crianza ni de mis costumbres". Finalmente el obispo cede el edificio del seminario. 
Los rebeldes indígenas liderados por Túpac Katari logran rodear la ciudad la noche del 13 de marzo y desde ahí se producen diversos enfrentamientos con varios muertos y heridos por ambos bandos. El 23 de marzo se produce un importante altercado entre el corregidor Gil de Alipazaga y el comandante Segurola, resulta que el día anterior cayó muerto el ayudante de Segurola, el comandante asistió a su entierro mientras que en las afueras de la ciudad se veía movimientos indígenas cerca de la muralla. El corregidor creyó que se trataba de un ataque y aconsejado por el Oidor Francisco Tadeo Díez de Medina  ordenó tocar la campana de alarma, pronto se reunió el regimiento y se hizo llamar a Segurola, éste llegó molesto pues era el único con autoridad para dar una alarma semejante. En la plaza comenzaron a lanzarse insultos entre autoridades, Segurola y Márquez de la Plata por un lado y Gil de Alipazaga y Diez de Medina por otro; los insultos seguían subiendo de tono hasta que llegó el obispo, enfermo y cargado en una silla de manos, pudo calmar la situación. El regimiento salió de las murallas y alejó a los rebeldes.
El 30 de junio llega a la ciudad el presidente de la Audiencia de Charcas, Ignacio Flores, con 3.000 soldados logra liberar la ciudad. Segurola y Márquez de la Plata envían varios correos al día siguiente, en ellos se quejan al virrey del actuar de Gil de Alipazaga, éste también envía sus propios correos quejándose de la actitud del comandante. La ciudad vuelve a ser rodeada entre agosto y octubre hasta que finalmente llega el coronel José de Reseguín quien logra acabar con la rebelión. 
Los conflictos entre Segurola y Gil de Alipazaga fueron conocidos por el virrey también por la Audiencia de Charcas. Finalmente el virrey cesó de sus funciones al corregidor el 12 de enero de 1782 y la Audiencia le ordena abandonar la ciudad y retirarse a Potosí el 2 de noviembre del mismo año. Segurola había ganado la partida y fue nombrado nuevo corregidor.
Es entonces que empieza el calvario de Gil de Alipazaga, alejado de sus funciones y con sueldos sin cobrar su situación era complicada. Solicitó varias veces que su caso sea revisado y pueda recuperar su cargo y cobrar los sueldos atrasados, el 1 de enero de 1787 se le permite volver a España y exponer su caso ante el Consejo de Indias, en su paso por Buenos Aires dejó a sus hijas al cuidado de su tía Gregoria Camberos.
Finalmente en 1795 el Consejo de Indias falló a favor de Gil de Alipazaga y ordenó pagar 5 años de sueldos atrasados, además de una compensación adicional que debían pagar Fernando Márquez de la Plata y de las hijas de Sebastián de Segurola, quien ya había fallecido en 1789. El Consejo también ordenaba volver a colocar a Gil de Alipazaga como corregidor de La Paz o en su defecto en un cargo mayor. Pero esta decisión llegó muy tarde para Fermín Gil de Alipazaga, enfermo y empobrecido, falleció en el Hospital de la Misericordia en Madrid en 1796.

## Descendencia
Fermín Gil de Alipazaga y su esposa Braulia Camberos de la Fuente tuvieron 5 hijos:
- María Jacinta Braulia, nacida en Potosí el 26 de marzo de 1756. Murió en 1757.
- Mariano Sinforoso, nacido el 22 de diciembre de 1757 y muerto el 21 de octubre de 1758.
- José Antonio, nacido el 6 de mayo de 1759, murió al año siguiente.
- Rafaela Petronila, nacida en La Plata el 24 de octubre de 1766. Se trasladó a Buenos Aires junto a su padre en 1787, allí permaneció  bajo la tutela de su tía Gregoria Camberos. Luego de la muerte de su padre, el 1797 se le concedió una pensión anual de 175 pesos mientras permaneciese soltera. En 1807 exigió a las autoridades el pago de la compensación que las hijas de Sebastián de Segurola debían darle, pues en Buenos Aires vivía María Antonia de Segurola esposa de Francisco Hermógenes Ramos Mejía, éste respondió por su esposa ante la justicia y logró diluir el caso con el pasar del tiempo.[10] Rafaela se casó el 22 de febrero de 1807 con Pedro Alcántara Ruiz y Monrroy, oriundo de Granada. Se trasladaron a vivir a San Isidro y tuvieron descendencia.
- Rosa Antonina, nacida el 4 de septiembre de 1768. Al igual que su hermana se trasladó a Buenos Aires en 1787, recibió una pensión anual de 175 pesos luego de la muerte de su padre. Se casó con el portugués José Victorio Gonzalvez da Rúa el 20 de enero de 1802, se mudaron a San Isidro y tuvieron descendencia.